# Plaza Independencia (Tucumán)
La Plaza Independencia es una importante plaza de la ciudad de San Miguel de Tucumán, Tucumán, Argentina. Se la considera el kilómetro 0 de la provincia de Tucumán y se encuentra rodeada de importantes edificios. En ella confluyen ciudadanos, turistas, comerciantes y espectáculos culturales. Las calles que la rodean son 24 de Septiembre al Sur, San Martín al norte, Laprida al Este y 25 de Mayo al oeste.
Frente a la plaza tucumana se ubican algunos de los edificios más relevantes de Tucumán, como la Iglesia Catedral, el Centro Cultural Rougés, el Edificio Banco de la Provincia de Tucumán, el Edificio La Continental la Federación Económica de Tucumán, el ex Hotel Plaza, los edificios del Jockey Club, el Edificio Caja Popular de Ahorros de Tucumán, el Teatro Mercedes Sosa, la Iglesia San Francisco, la Casa de Gobierno en el solar del antiguo Cabildo, el museo Casa Padilla, la Casa Serafina Romero de Nougués, la Casa Nougués, entre otros.

## Historia

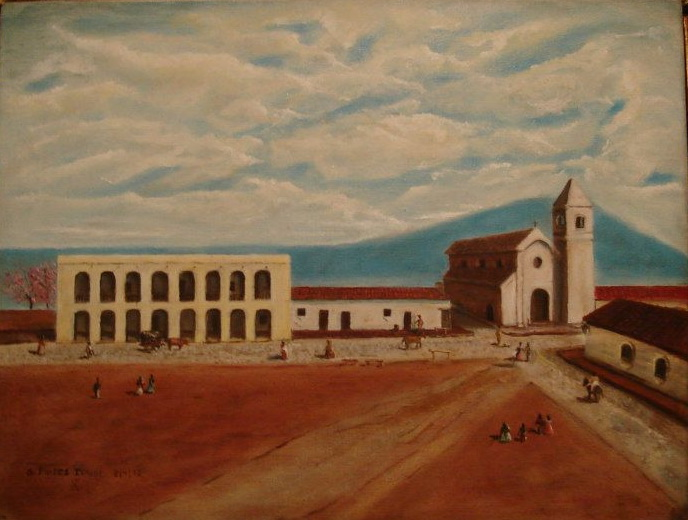
"Tucumán 1812" óleo de Gerardo L. Flores Vivaldi que representa la actual Plaza Independencia hacia 1812. Pueden verse el Cabildo de Tucumán y la iglesia de San Francisco.

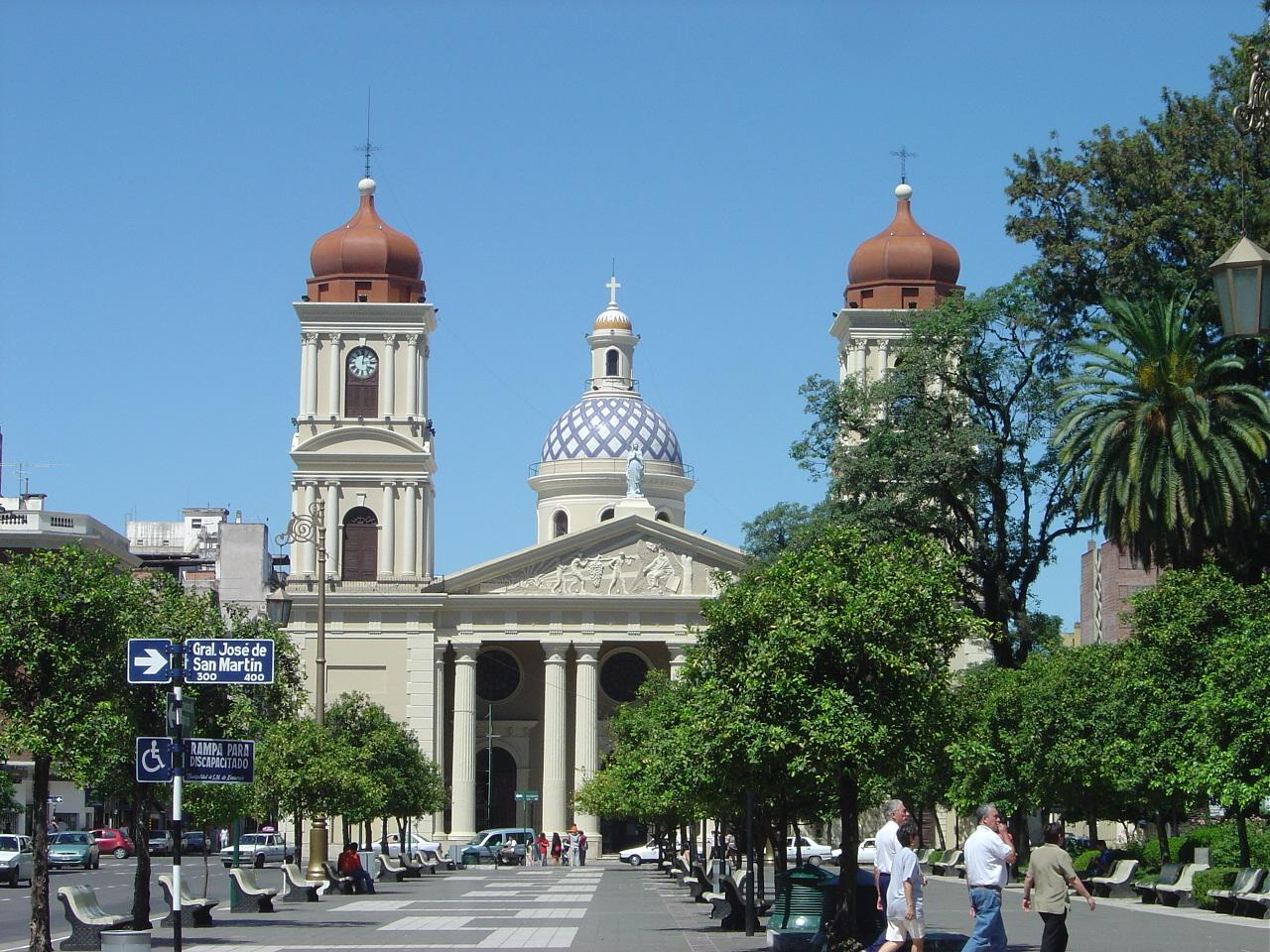
La Plaza Independencia y la Iglesia Catedral.

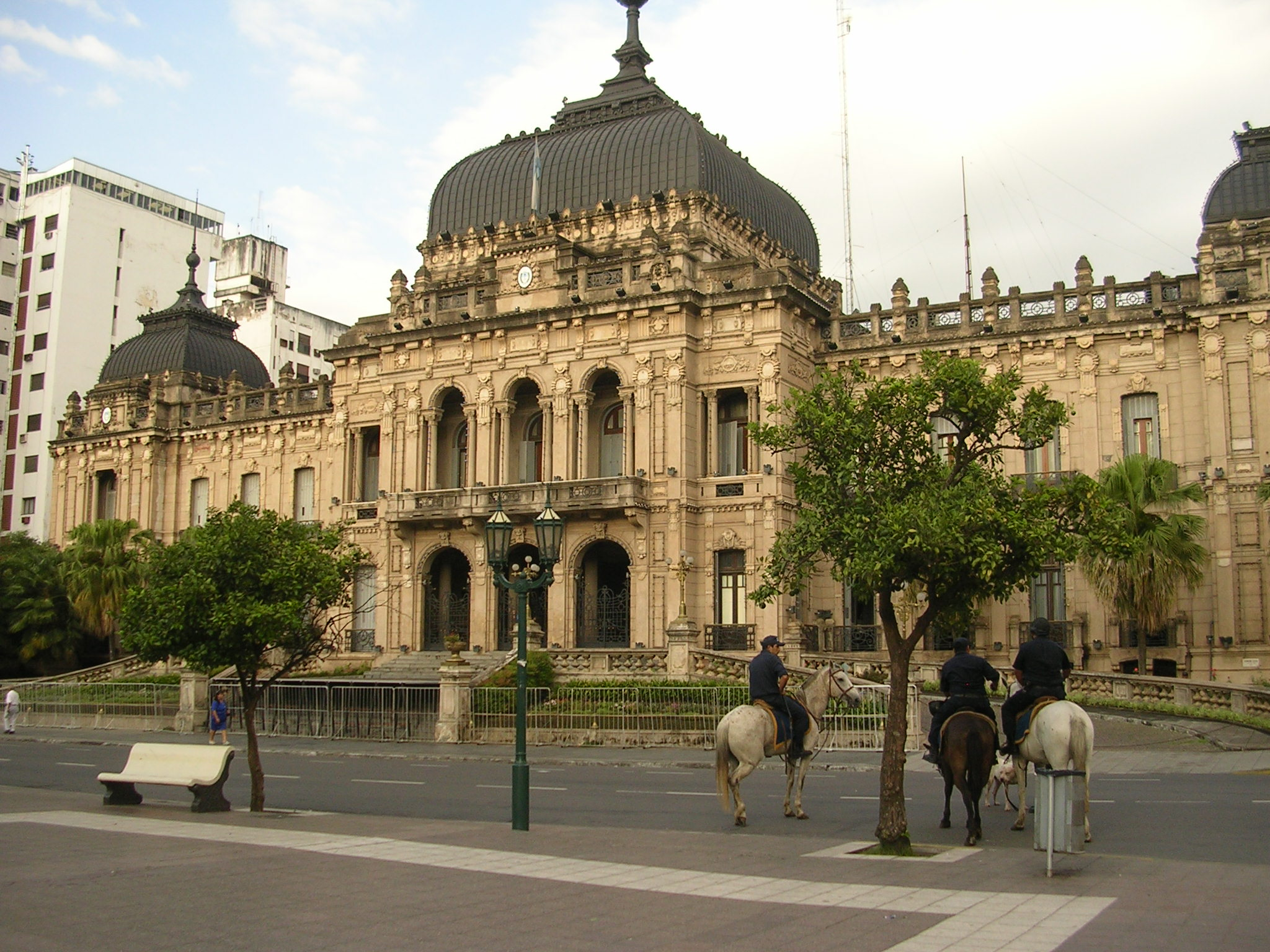
La Casa de Gobierno de Tucumán.

La plaza fue creada en 1685, con el traslado de San Miguel de Tucumán desde Ibatín. Fue trazada como una plaza de armas colonial, donde alrededor de ella se extendieron las demás manzanas (9 manzanas de cada lado) y se construyeron los edificios de las principales instituciones coloniales, como el Cabildo de Tucumán, el Convento de San Francisco y la Iglesia. Abarcaba una hectárea y era una placa seca donde se desarrollaban actividades políticas, corridas de toros, juegos, celebraciones religiosas y comercio al ser punto de encuentro de mercaderes con carretas y vendedores ambulantes. En su centro se hallaba la picota, estructura donde se encadenaba a los delincuentes, se los azotaban o se mostraban los cadáveres de prófugos recién ejecutados.
En 1842 se reemplazó la picota con una pirámide en honor al general Manuel Oribe y su victoria en la Batalla de Famaillá. En este mismo sitio, en 1841, se exhibió la cabeza de Marco Avellaneda, líder unitario provincial que fue ejecutado por las tropas federales de Celedonio Gutiérrez ese mismo año. En 1863 la pirámide fue derribada para dar paso a la construcción de una columna en honor a la Jura de la Independencia de 1816. Esta columna fue inaugurada el 3 de febrero de 1864 por el gobernador José María del Campo. En 1859 se delineó la plaza como un espacio público, siendo cercada y trazada su caminería.
En 1872 se plantaron diversas especies arbóreas, como Naranjos o Lapachos, y se construyeron dos kioscos. Además se instalan dos fuentes de agua. En 1884, por donación del presidente Julio Argentino Roca, se erigió una estatua de Manuel Belgrano en el sitio de la columna monumental. Esta estatua fue obra de Francisco Cafferata y se inauguró el 25 de mayo de 1884. En 1904 sería reemplazada por la Estatua de la Libertad, construida por la afamada escultora Lola Mora originalmente para el predio de la Casa Histórica. En 1970 la plaza fue remodelada, adquiriendo veredas más anchas, una fuente luminosa y una explanada para orquestas.
En 2019 comenzó la remodelación y revalorización de la plaza Independencia, la cual fue inaugurada el 9 de julio de 2021 por el presidente Alberto Fernández, el gobernador Juan Manzur y el intendente Germán Alfaro. Las obras tuvieron un costo de ARS 300 000 000, e incluyeron la renovación de todas las baldosas de la caminería, instalación de nueva iluminación led con sistema de control subterráneo (donde además se opera el riego y la provisión de agua para las fuentes), nuevo mobiliario urbano, ensanche de veredas y nueva parquización.
La plaza es el principal espacio público de Tucumán, y el lugar de las manifestaciones sociales, festejos deportivos, paseo, descanso recreativo y ocio de la población. En la plaza acontecieron diversos momentos históricos, como un enfrentamiento entre Benjamín Posse y  Miguel M. Nougués en 1879, o el ataque armado de partidarios de Lidoro Quinteros, Silvano Bores y el presidente Juárez Celman contra el gobernador Juan Posse, que lograron la caída del gobierno provincial y dejaron como saldo 40 muertos, entre otros hechos o protestas.